# Karl Otto Bonnier
Karl Otto Bonnier, född 20 juni 1856 i Stockholm, död där 26 maj 1941, var en svensk förläggare för författare som August Strindberg, Verner von Heidenstam, Gustaf Fröding, Selma Lagerlöf och Hjalmar Söderberg. Han var son till familjeförlagets grundare Albert Bonnier.

## Biografi
Karl Otto Bonnier upptogs 1886 som delägare i faderns företag, som han 1900 helt övertog. Karl Otto Bonnier kom att starkt utvidga företaget genom inköp av en rad andra bokförlag som Adolf Bonniers av kusinen Isidor 1904, Wilhelm Billes bokförlag 1914, Beijers bokförlags AB 1917 och Åhlén och Åkerlunds bokförlag 1929. Han bidrog också till att utöka försäljningen genom att införa avbetalningssystem för bokköp, samt utgivning av billiga boksserier, att utge skol- och handböcker, samt tidksrifterna Bonniers månadshäfte, Bonniers veckotidning och Bonniers novellmagasin.
Bonnier lät även upprätta en filial i New York, Albert Bonnier publishing house, och inköpte 1916 även huvudparten i Svenska pressbyrån.
Karl Otto Bonnier grundade Bonniers porträttsamling.

## Familj
Gift 1882 med Lisen (1861-1952), dotter till Wilhelm och Emelie Josephson. Far till Tor, Elin, Åke, Greta, Gert och Kaj. 
Familjen Bonnier flyttade som nygifta till  Floragatan 2 och 1886 vidare till en fastighet vid dåvarande Karlavägen 15 A vid Humlegården i Stockholm, numer plats för hotellet Scandic Park. 1909 lät familjen uppföra Nedre Manilla på Djurgården i Stockholm, där de bodde fram till makarnas bortgång.

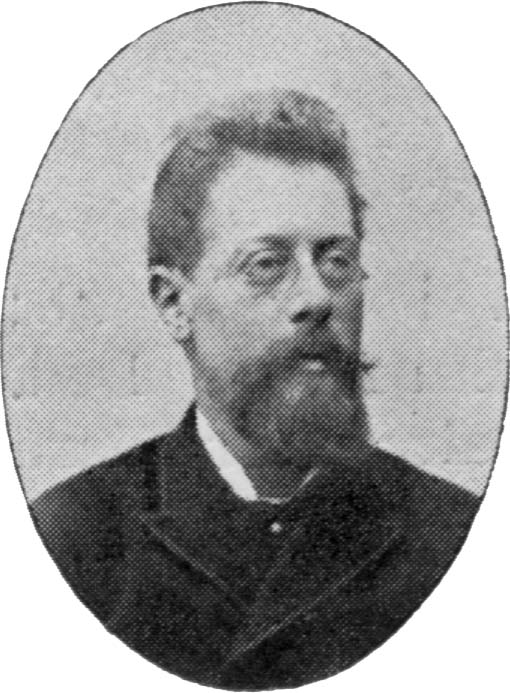
Karl Otto Bonnier 1906
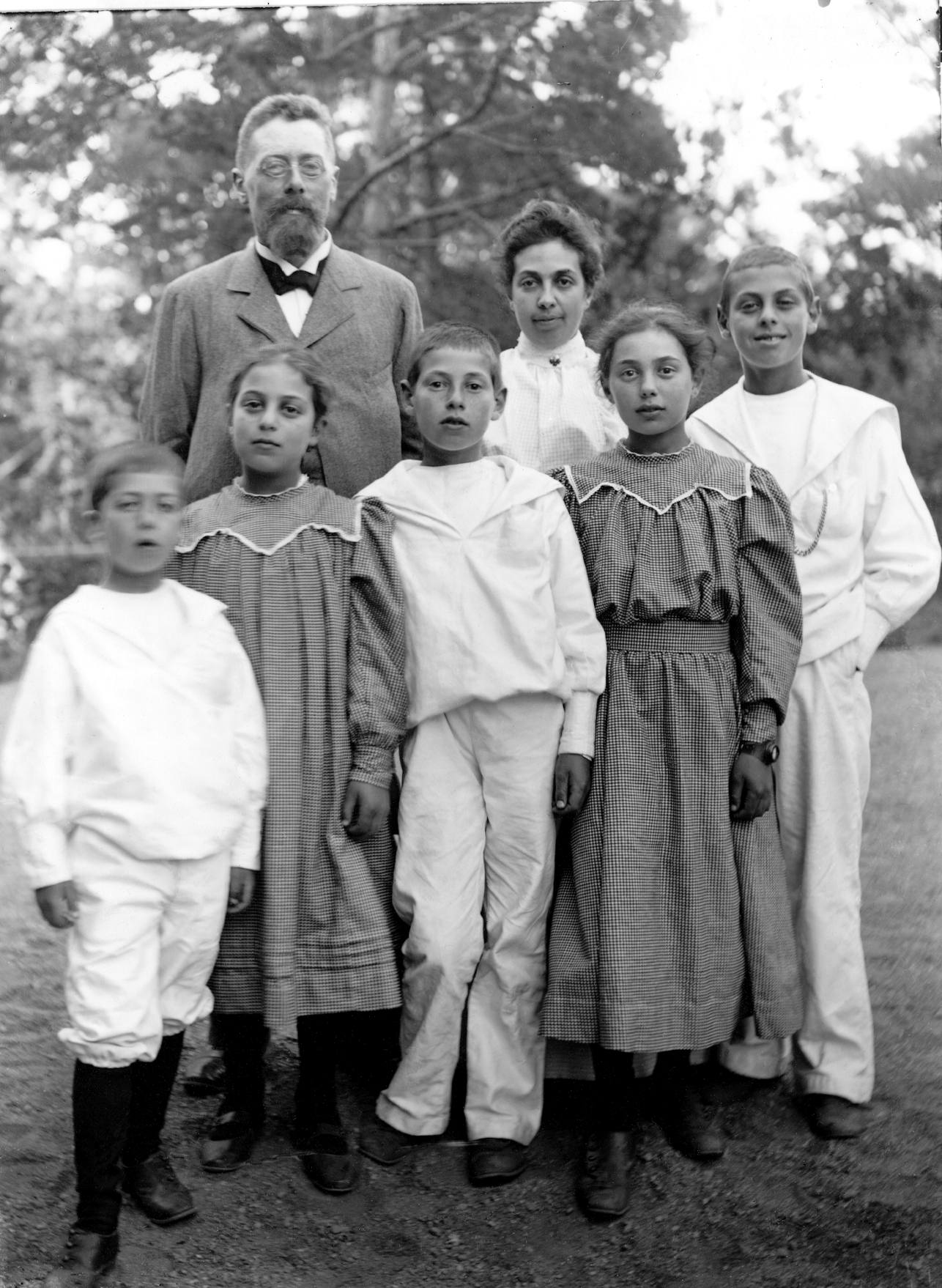
Karl Otto och Lisen med barnen på 1890-talet
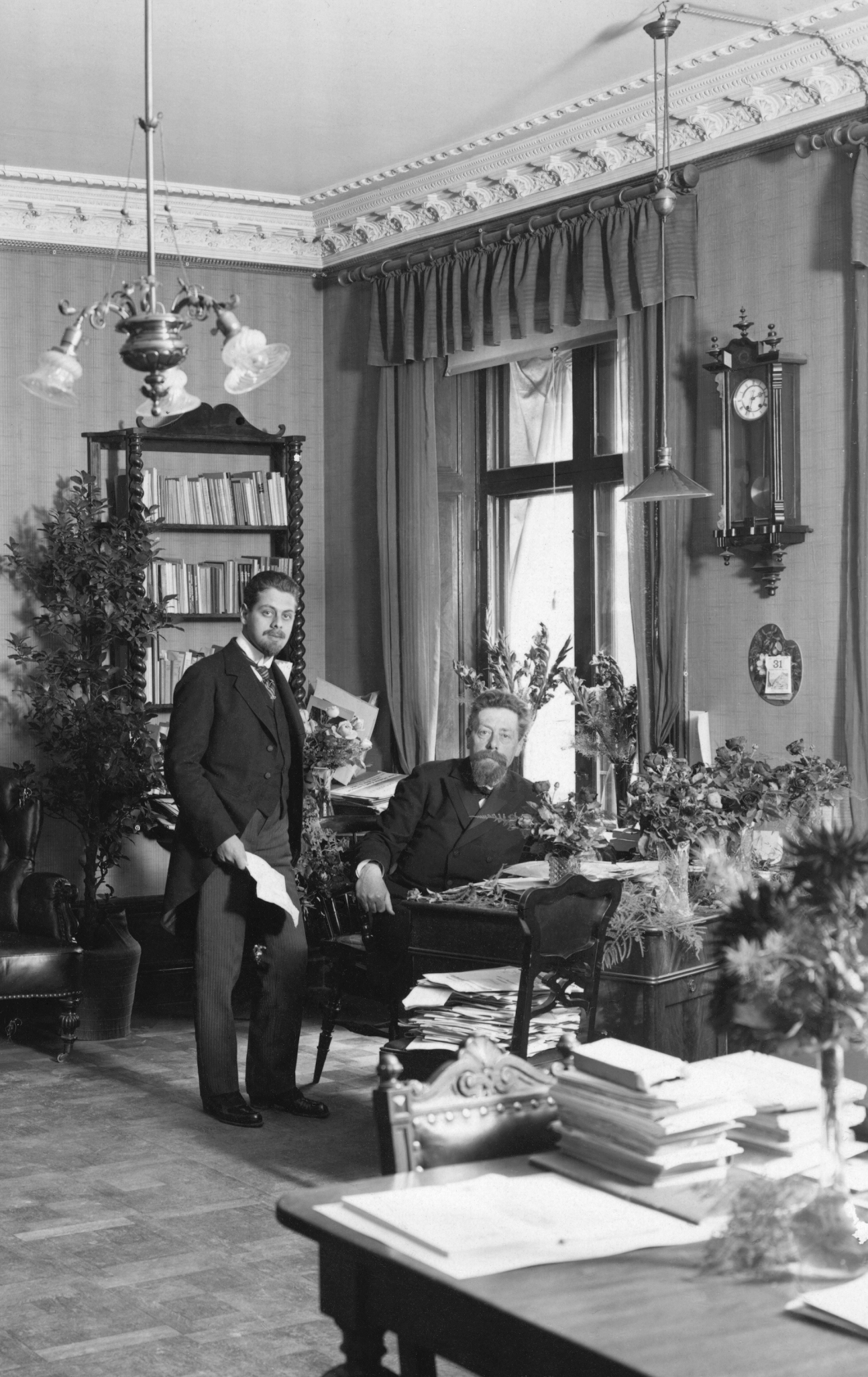
Tor och Karl Otto Bonnier på förlagets sjuttiofemårsdag 1912
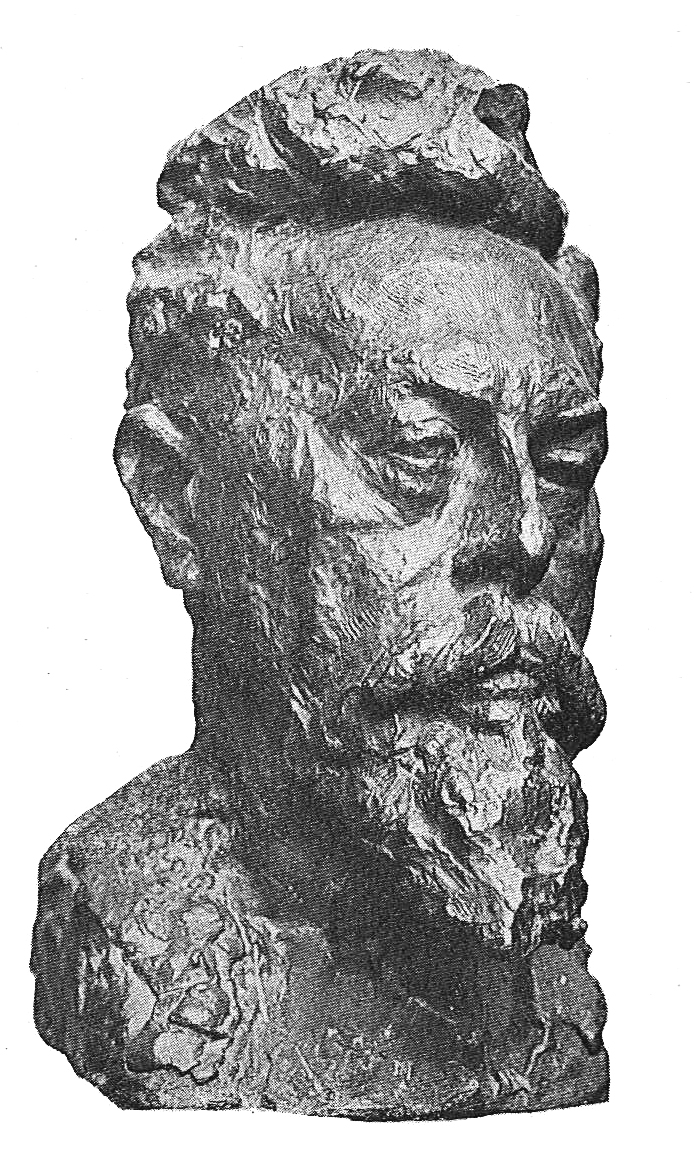
Karl Otto Bonnier byst av David Edström
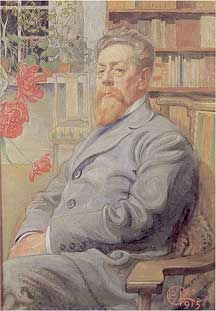
Karl Otto Bonnier 1915 målning av Carl Larsson